# 3e arrondissement de Parakou
Pour les articles homonymes, voir 3e arrondissement.
Le 3e arrondissement de Parakou est l'un des trois arrondissements de la commune de Parakou dans le département du Borgou au Bénin.

## Géographie
Le 3e arrondissement de Parakou est situé au nord-est du Bénin et compte 12 quartiers que sont Amaouignon, Dokparou, Gah Centre, Ganou, Guema, Tranza, Wansirou, Swinrou, Zongo II, Nikkikpérou, Gbira et Wore.

## Démographie
Selon le recensement de la population de 2013 conduit par l'Institut national de la statistique et de l'analyse économique (INSAE), le 3e arrondissement de Parakou compte 69 799 habitants .

## Galerie de photos

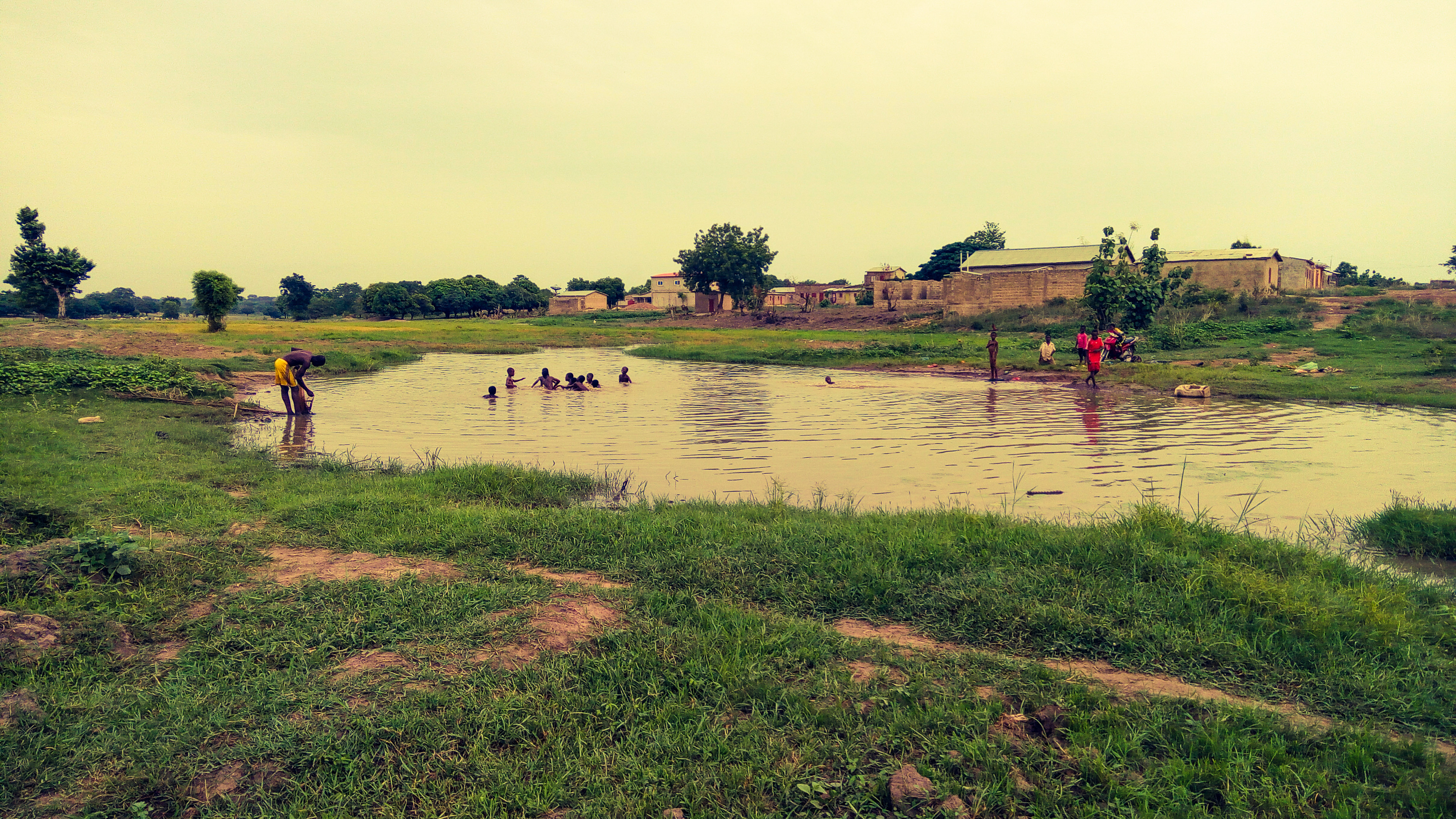
Bas-fonds de Baka(Parakou)
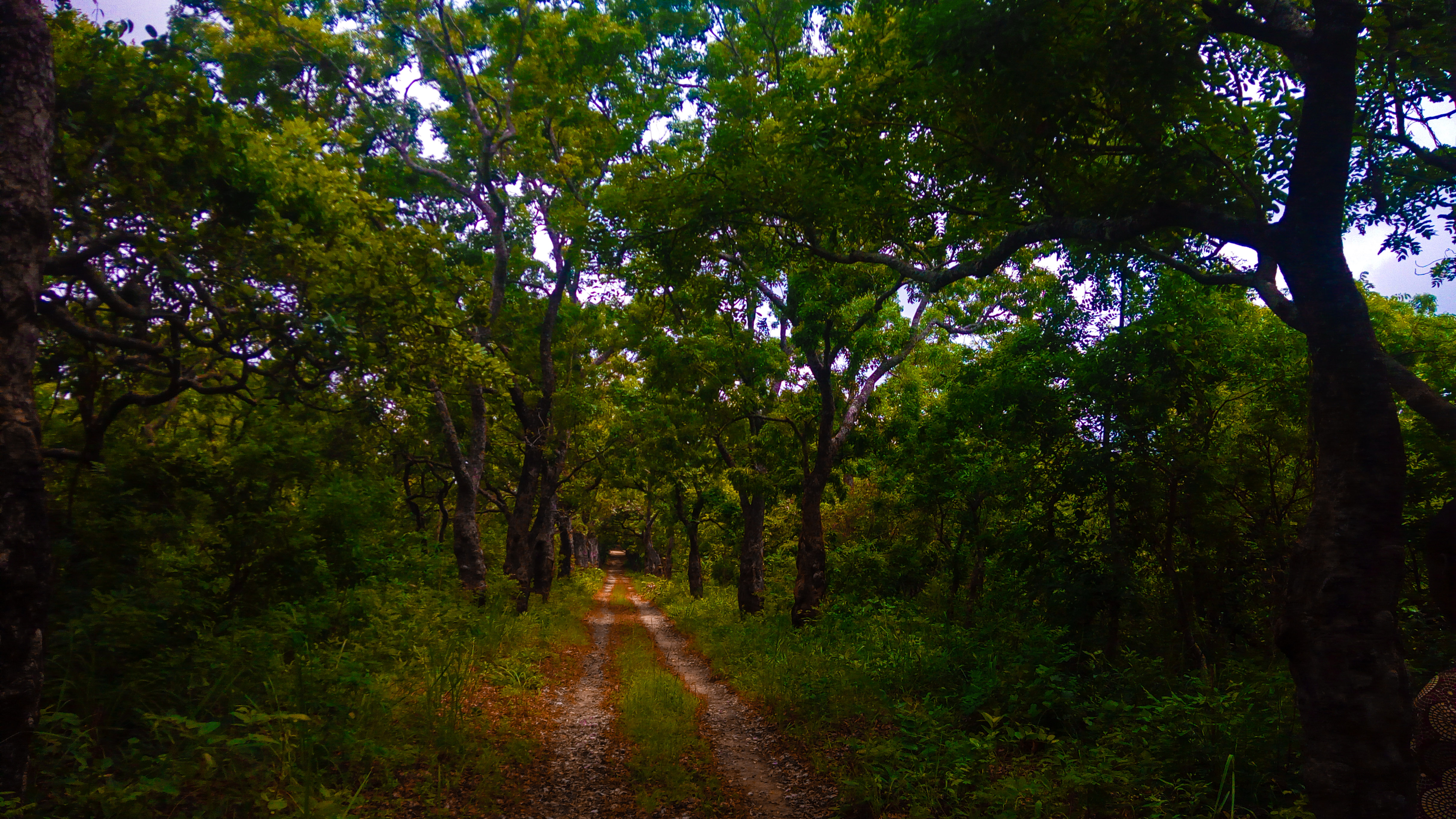
Allée forestiere du cantonnement de Parakou
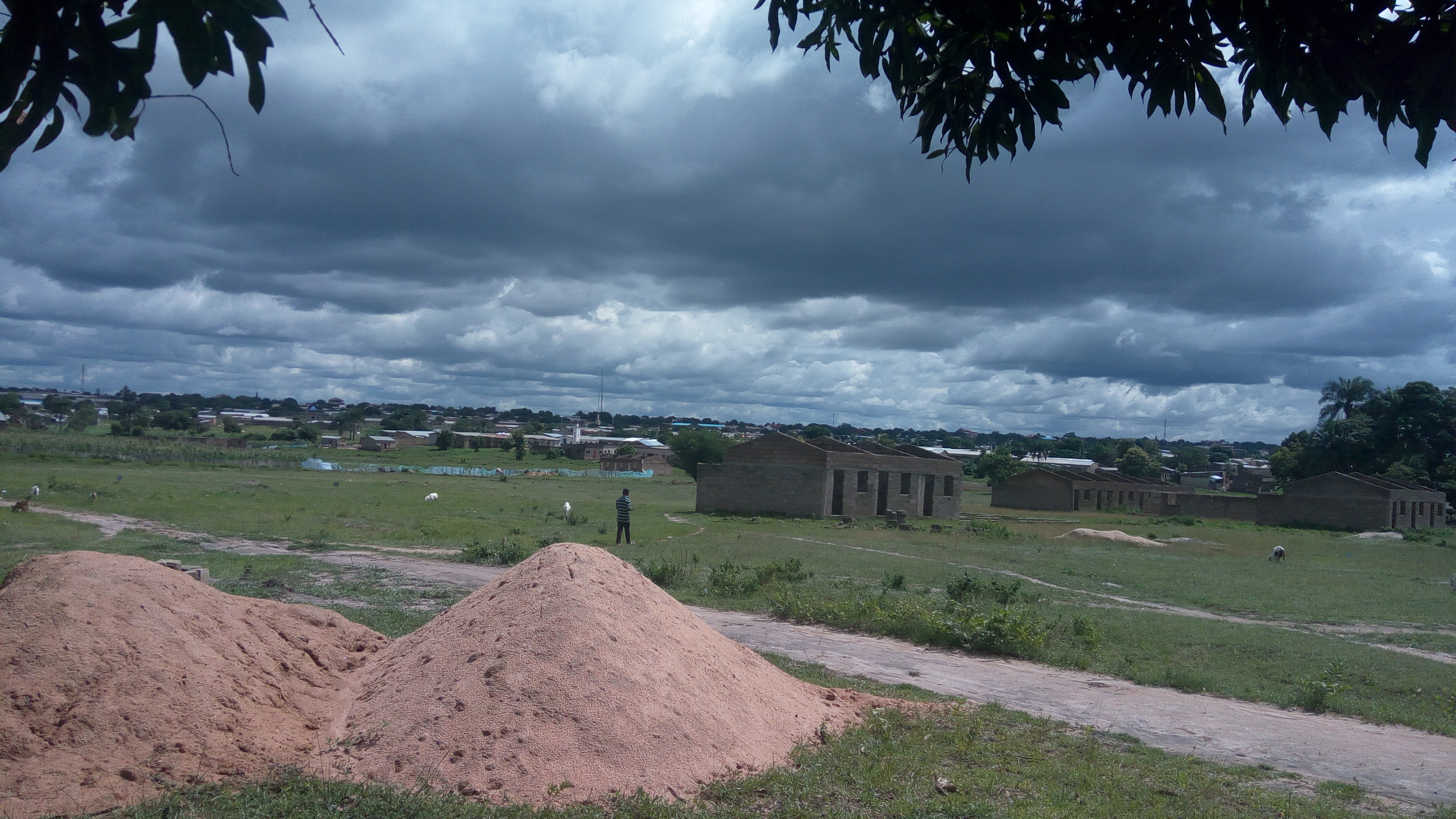
Paysage de Baka à Parakou